# John Coffee Hays
Pour les articles homonymes, voir Hays.
John Coffee « Jack » Hays (28 janvier 1817 – 21 avril 1883) est un militaire américain. Capitaine puis major au sein des Texas Rangers, il participe à plusieurs affrontements avec les Comanches puis à la guerre américano-mexicaine avec le grade de colonel. Après la guerre, il quitte le Texas pour la Californie, suivant la ruée vers l'or de 1849.
Il est inhumé au cimetière de Mountain View à Oakland.

## Hommages
Le comté de Hays au Texas est nommé en son honneur.